# Viking (Canada)
Viking /ˈvaɪkɪŋ/ è un villaggio situato nell'Alberta centrale, in Canada.

## Storia
Viking è stata fondata nel 1909 da coloni scandinavi.
Il 7 luglio 2005, l'arena di ghiaccio è stata gravemente danneggiata da alcuni incendi. Così si decise di costruire una nuova arena, chiamata "Viking Carena Complex", e completata il 17 agosto 2007.
Viking ha celebrato il centenario nel 2009.

## Società

### Evoluzione demografica
Nel censimento del 2011, la città di Viking aveva una popolazione di 1.041 abitanti che vivevano in 445 delle 473 abitazioni in totale, un cambiamento del -4.1% rispetto al 2006 quando la popolazione era di 1.085 abitanti. Con una superficie di 3.76 km² (1.45 sq mi), aveva una densità abitativa di 276.9/km² (717.1/sq mi) nel 2011.
Nel 2006, Viking aveva 1.085 abitanti che vivevano in 494 abitazioni, un aumento del 3.1% rispetto al 2001. La città aveva una superficie di 3.76 km² (1.45 sq mi) e una densità di popolazione di 288.8/km² (748/sq mi).

## Cultura

### Arte
Viking ha vinto il concorso nazionale Communities in Bloom nel 2000.

## Economia

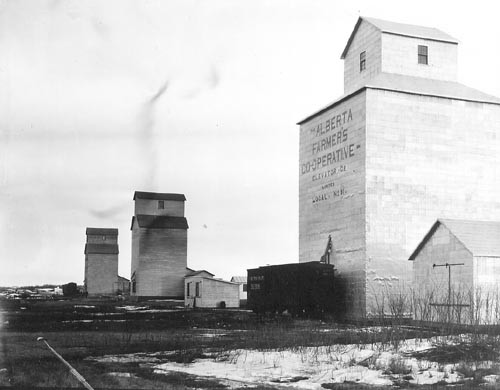
Alberta Farmers Cooperative Elevator company elevator, Viking, Alberta 1913.

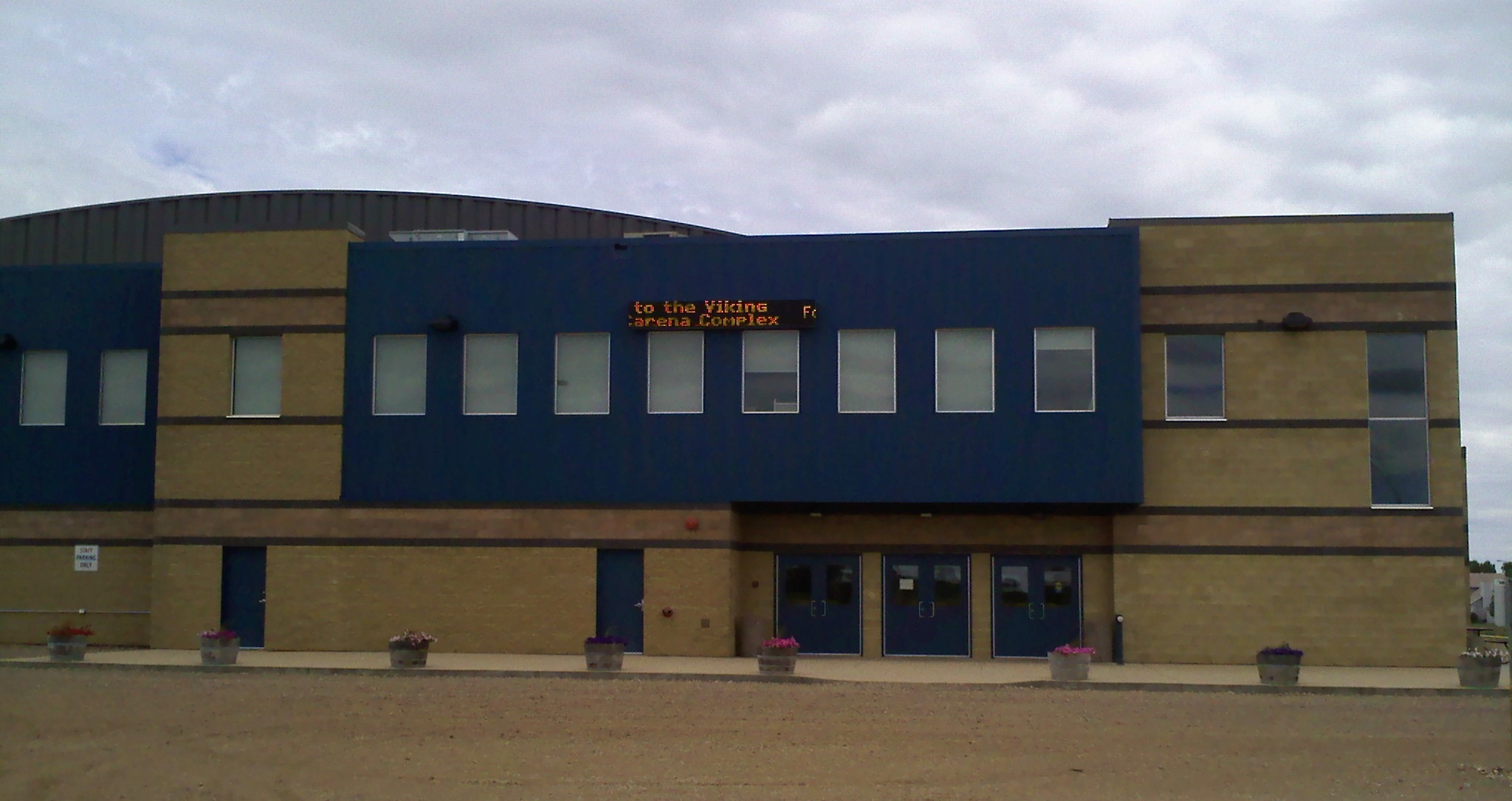
La Viking Carena Complex

Le principali attività economiche della città sono l'agricoltura, il petrolio e il gas, l'industria tessile, e l'industria manifatturiera.
Molti parchi e giardini fioriti si possono trovare in tutta la città. Uno dei parchi più noti è il Troll Park, che celebra la ricca storia scandinava di Viking con piante autoctone, troll nascosti in tutto il parco, e una montagna a forma di un gigante troll.

## Infrastrutture e trasporti

### Ferrovie
Come bandiera di stop, il Canadian della VIA Rail passa tre volte alla settimana in ogni direzione della stazione ferroviaria di Viking.

### Aeroporti

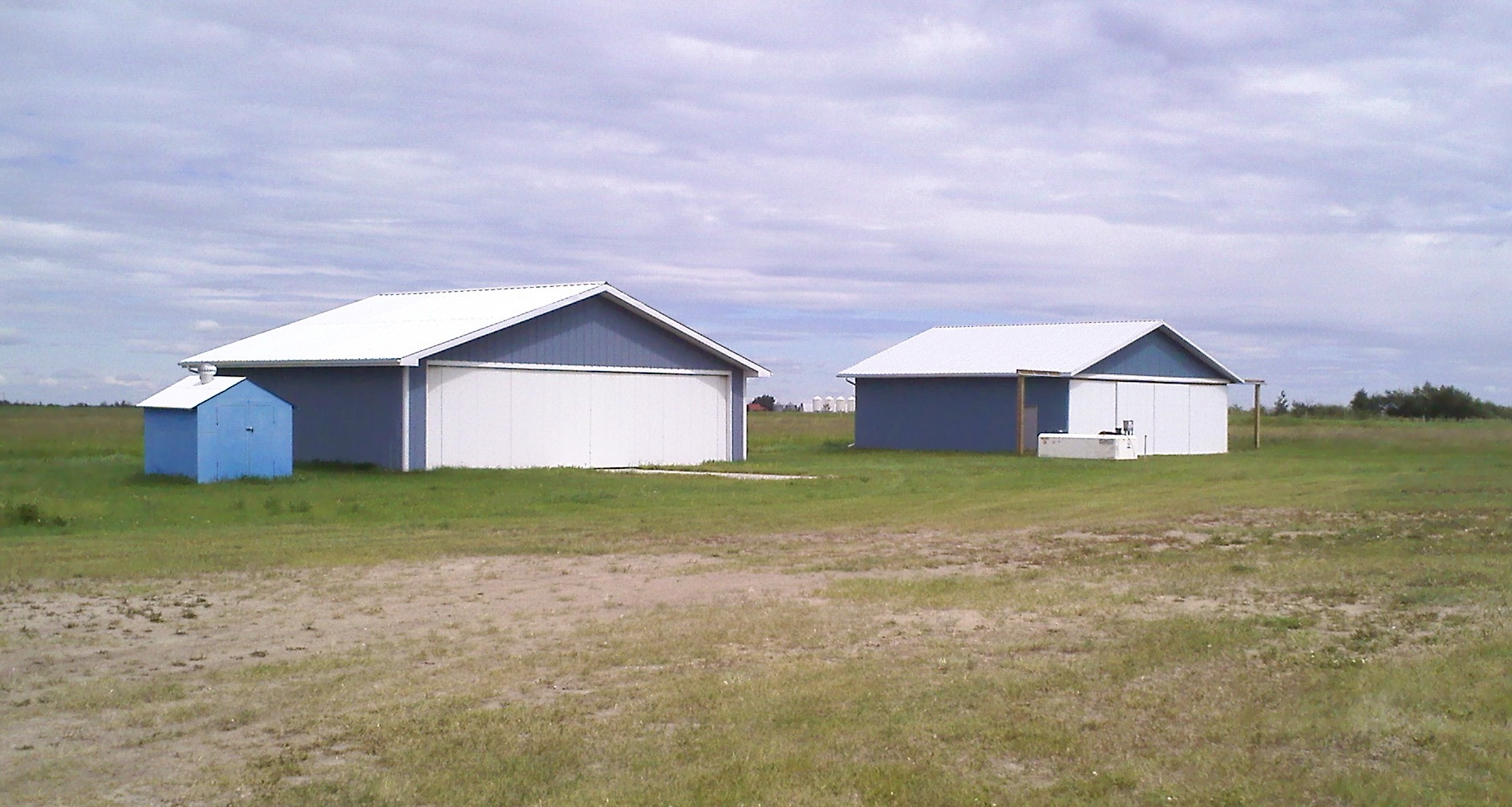
Aeroporto di Viking

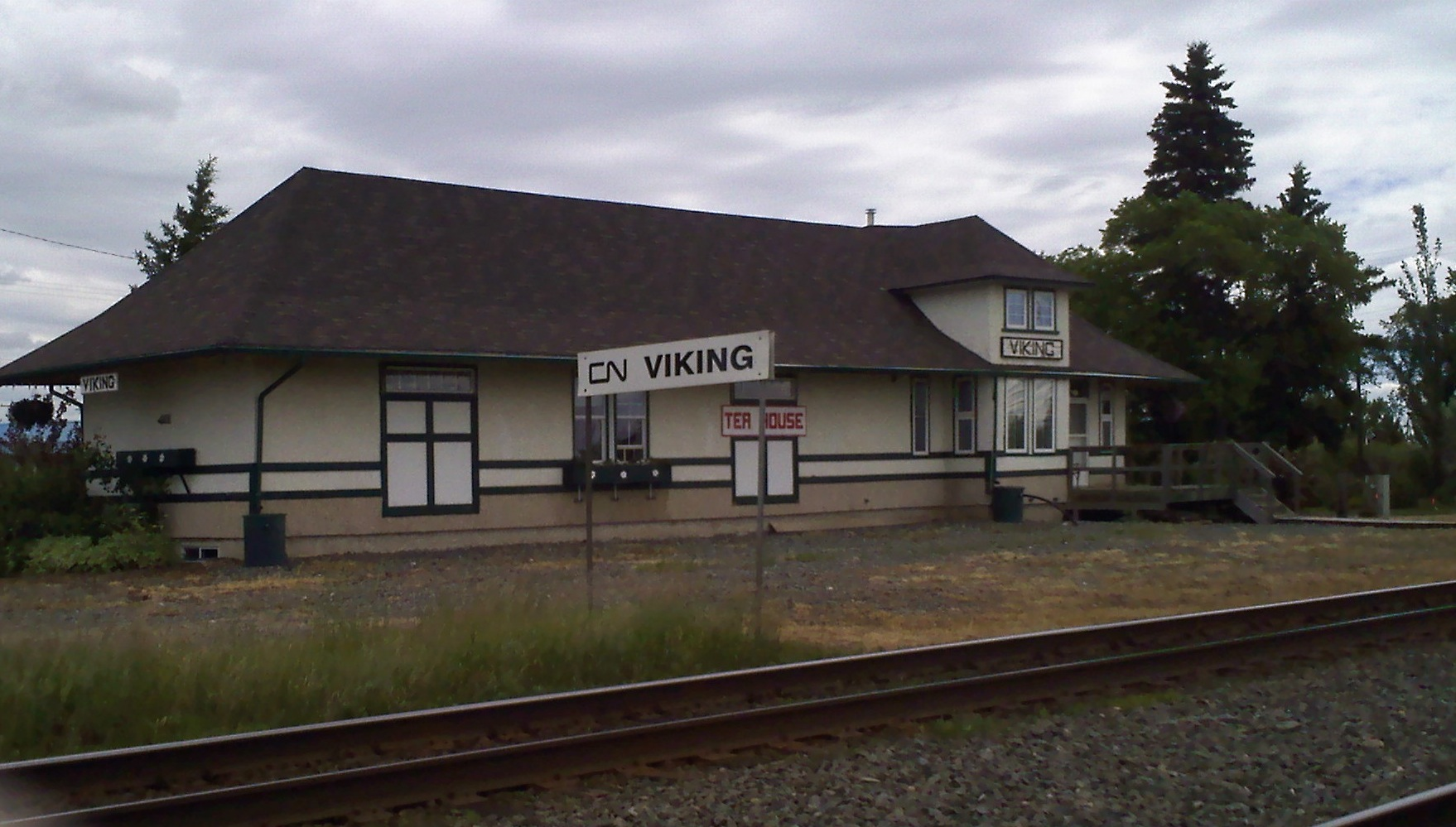
La stazione ferroviaria di Viking trasformata in una casa da tè

L'aeroporto di Viking è un piccolo aeroporto di proprietà della città di Viking a 3 miglia (4.8 km) a ovest della torre di controllo, con l'identificatore aeroporto canadese di CEE8.